# 10C busz (Zalaegerszeg)
A zalaegerszegi 10C jelzésű autóbusz a Kovács Károly tér és a Kovács Károly tér között közlekedik körjáratként Ola és a belváros, ill. a Vasútállomás érintésével. A vonalat a Volánbusz üzemelteti.

## Útvonala
| Landorhegyi út 60. → Csertán Sándor utca → belváros → Ola → Csertán Sándor utca |
| --- |
| Landorhegyi út 60. vá. – Landorhegyi út – Csertán Sándor utca – Göcseji út – Hunyadi János utca – Kosztolányi Dezső tér – Kovács Károly tér – Kazinczy tér – Rákóczi Ferenc utca – Gasparich Márk utca – Landorhegyi út – Csertán Sándor utca – Csertán Sándor utca vá. |

## Megállóhelyei
| 0  |                                       | Landorhegyi út 60. induló végállomás      |                                                                                |
| 1  | Landorhegyi út 34.                    | C4                                        |                                                                                |
| 3  | 0                                     | Csertán Sándor utca induló végállomás     | 10, 10Y, 11, 11A, 11Y, 30, 48, C1, C2, C4                                      |
| 5  | 2                                     | Köztemető (Göcseji út)                    | 10, 10E, 11, 11A, 30, 30A, 30C, 48                                             |
| 7  | 4                                     | Éva presszó                               | 8, 8E, 10, 10Y, 11, 11A, 11Y, 26, 30, 30A, 30C, 48, C1, C2, C4                 |
| 9  | 6                                     | Hunyadi utca                              | 1, 1E, 1U, 1Y, 3, 3Y, 5U, 8, 9U, 10, 10Y, 26, 30, 30A, 30C, 41                 |
| 11 | 8                                     | Önkiszolgáló étterem                      | 1, 1E, 1U, 1Y, 3, 3Y, 4, 5U, 8, 9U, 10, 10Y, 26, 30, 41, C2                    |
| 13 | 10                                    | Kovács Károly tér                         | 1, 1E, 1U, 1Y, 3, 3C, 3Y, 5, 5C, 5U, 5Y, 8, 9, 9U, 10, 10Y, 26, 30, 41, C2, C5 |
| 15 | 12                                    | Kazinczy tér                              | 1, 1A, 1E, 1U, 1Y, 10, 10E, 10Y, 24, 26, 30, 30C, C2                           |
| 17 | 14                                    | Zrínyi Gimnázium                          | 1, 1A, 1E, 1U, 1Y, 10, 10Y, 11, 11A, 11Y, 24, 26                               |
| 18 | 15                                    | Olai templom (Interspar)                  | 1, 1A, 1E, 1U, 1Y, 10, 10E, 10Y, 11, 11A, 11Y, 24, 26                          |
| 20 | 17                                    | Gasparich utca 16.                        | 10, 10E, 10Y, 11, 11A, 11Y, 26, 48, C1, C4                                     |
| 22 | 19                                    | Ganz Ábrahám Szakközépiskola              | 10E, 26                                                                        |
| 24 | 21                                    | Landorhegyi út 60. érkező végállomás      | 26, C4                                                                         |
|    | 23                                    | Landorhegyi út 34.                        | C4                                                                             |
| 25 | Csertán Sándor utca érkező végállomás | 10, 10Y, 11, 11A, 11Y, 30, 48, C1, C2, C4 |                                                                                |